# Dharmachakra

Dharma-Rad

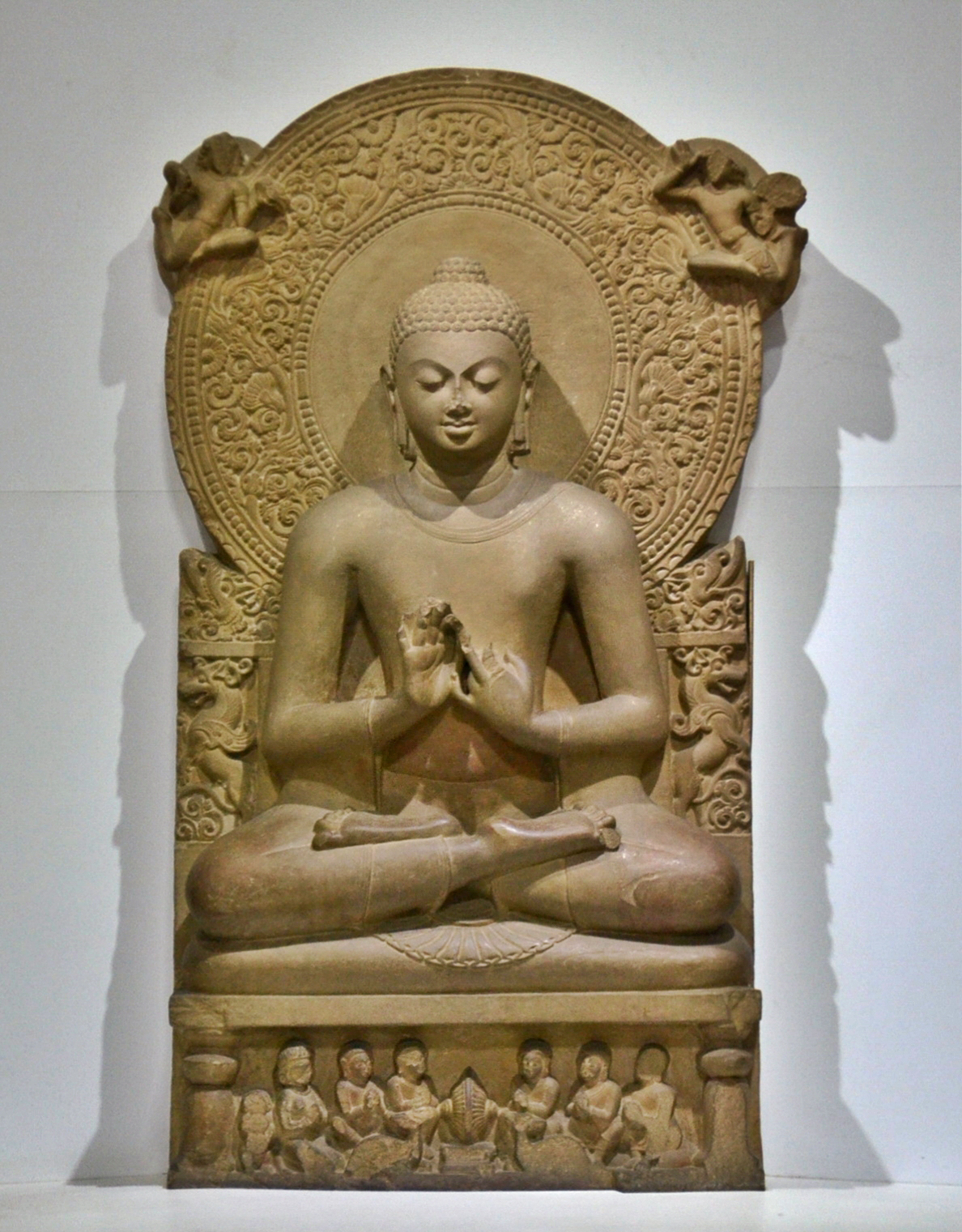
Buddha mit Handgestus der dharmachakramudra im Museum von Sarnath; Gupta-Zeit (um 500 n. Chr.); unterhalb des Thronsitzes ist das von Mönchen angebetete ‚Rad der Lehre‘ zu sehen.

Dharmachakra (Sanskrit, m., धर्मचक्र, dharmacakra, das „Rad des Gesetzes“, von Chakra = Rad und Dharma = Gesetz) ist im Buddhismus das Symbol der von Buddha verkündeten Lehre. Die Speichen symbolisieren den achtfachen Pfad.

## Darstellungen
Das Dharma-Rad wird in der Regel mit acht Speichen dargestellt, die den „Edlen Achtfachen Pfad“ zur Befreiung symbolisieren. Es wird häufig mit den drei Juwelen im Zentrum dargestellt.
Nach der Unabhängigkeit Indiens (1947) wurde auf Betreiben von Bhimrao Ramji Ambedkar in Anlehnung an das dharmachakra ein Rad mit 24 Speichen als Emblem in die Flagge Indiens aufgenommen. Diese Symbolik geht zurück auf die Herrschaft des Maurya-Kaisers Ashoka im 3. Jahrhundert v. Chr., der das dharmachakra als Zeichen der Herrschaft des (buddhistischen) Gesetzes in seinem gesamten Reich auf Säulen darstellen ließ. Sie wird deshalb auch als Ashoka Chakra (Rad des Ashoka) bezeichnet.
Nach der Umwandlung Sri Lankas in eine Republik am 22. Mai 1972 wurde das Dharmachakra auch in das offizielle Staatswappen Sri Lankas aufgenommen. Auch im Siegel der tibetischen Exilregierung findet sich ein Dharmachakra.

Flagge Indiens
Wappen Sri Lankas
Wappen Tibets
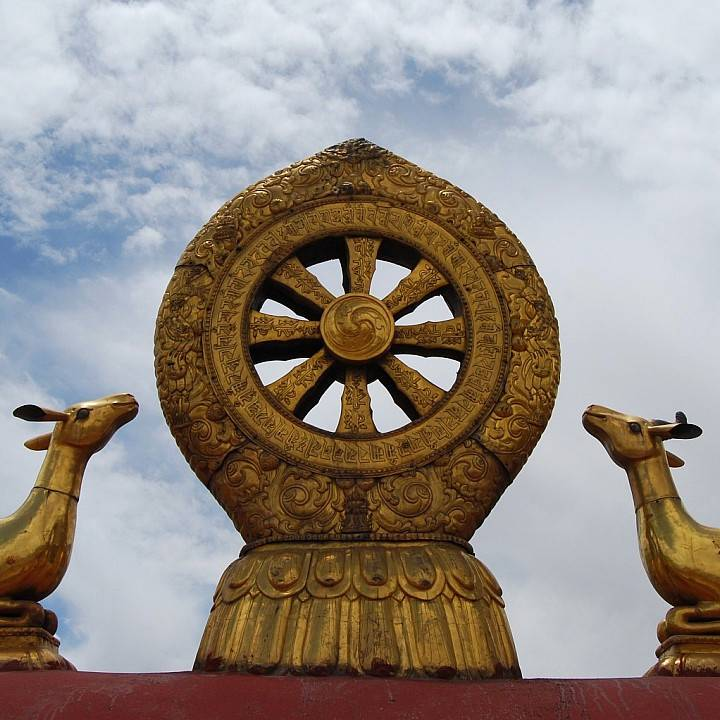
Jokhang-Tempel in Lhasa
Buddhistische Flagge mit den Dharmachakra
Wappen der Mongolei

## Dharmachakramudra
Buddha-Darstellungen zeigen verschiedene Handhaltungen (mudras); eine davon ist der eng mit Sarnath (bei Varanasi) verbundene Gestus des ‚Ingangsetzens des Rades der Lehre‘ (dharmachakramudra), bei der der Zeige- oder Mittelfinger der linken den kreisförmig zusammengeführten Zeigefinger und Daumen der rechten Hand in einer Art Erklärungsgeste berühren. Dabei ist von der linken Hand stets nur der Rücken und von der rechten Hand stets die Fläche zu sehen.

## Zeichenkodierung
Das Zeichen findet sich auch im Unicodeblock Verschiedene Symbole:
| U+2638 (9784) | ☸ | WHEEL OF DHARMA |  |

## Einzelbelege
1. ↑  vgl. „Sutta vom Ingangsetzten des Rades der Lehre“ Dhammacakkappavattana Sutta (Samyutta-Nikaya SN 56.11) auf palikanon.de und in den englischen Übersetzungen von Peter Harvey u. a.
2. ↑  Klaus-Josef Notz: Herders Lexikon des Buddhismus, S. 133, 2007, Erftstadt: Hohe